# 姒昂
姒昂（？年—？年），字伯謙，山西蒲州人，明朝政治人物。

## 生平
正德十四年（1519年）己卯科山西鄉試第五十七名舉人，嘉靖時任四川順慶府岳池縣知縣。